# Hannah Chaplin
Hannah Harriet Pedlingham Hill, nota anche con lo pseudonimo di Lily Harley (Londra, 6 agosto 1865 – Glendale, 28 agosto 1928), è stata un'attrice, ballerina e cantante britannica.
Fu la madre di Charlie Chaplin e dei suoi due fratellastri, l'attore Sydney Chaplin e il regista Wheeler Dryden (quest'ultimo nato da una relazione clandestina).

## Biografia
Hannah Harriet Pedlingham Hill, conosciuta soprattutto col nome da sposata Hannah Chaplin, era la figlia di Charles Frederick Hill, di professione calzolaio, e di Mary Ann Hodges, figlia di un impiegato mercantile, che aveva precedentemente sposato un illustratore morto in un incidente stradale.
Attrice, cantante e ballerina, cominciò la sua carriera artistica all'età di sedici anni.
Nel giugno del 1885, a 20 anni e già madre di un bimbo di tre mesi di nome Sydney John (a cui in seguito al matrimonio fu dato il cognome di Chaplin: "Sydney Chaplin"), Hannah sposò il cantante-intrattenitore comico Charles Chaplin (padre). Da questo matrimonio, il 16 aprile 1889 nacque il figlio Charles Spencer (noto semplicemente come Charlie Chaplin).
Il matrimonio con Charles Chaplin durò legalmente fino alla morte di quest'ultimo, avvenuta nel 1901, anche se i due erano separati dal 1891.
A causa di una debilitante malattia (probabilmente sifilide), Hannah non fu in grado di continuare a svolgere la sua attività dalla metà degli anni 1890, precipitando nella povertà e sulle spalle dei figli, soprattutto su Charlie.
Nel 1921, Charlie fece trasferire la madre in California, in una casa nella valle di San Fernando dove Hannah visse fino alla sua morte, avvenuta nell'agosto del 1928.